# Jean-Baptiste-Joseph Duchesne
Pour les articles homonymes, voir Duchesne.
Jean-Baptiste-Joseph Duchesne, dit Duchesne des Argilliers, né à Gisors le 8 décembre 1770 et mort à Paris le 25 mars 1856, est un miniaturiste français.

## Biographie
Fils du sculpteur Jean-Baptiste Gisors, Jean-Baptiste-Joseph Duchesne est élève de François-André Vincent. Il expose dès 1802 se fait remarquer au Salon de 1804. Il remporte une grande médaille en 1821.
Il pratique la miniature avec succès et devient sous la Restauration peintre de la famille royale. Il ne réussit pas moins dans la peinture sur émail et est chargé de continuer au musée du Louvre la série des émaux commencée par Jean-Louis Petitot et interrompue depuis plus d'un siècle. Le Louvre conserve ses portraits de Napoléon Ier, des duchesses d'Angoulême et de Berry, de Louis-Philippe Ier et de la reine Amélie. Il exécute en 1852 le portrait du jeune duc de Galliera.
Il est nomme chevalier de la Légion d'honneur le 6 juin 1843.

## Œuvres dans les collections publiques
- Chantilly, musée Condé :
  - Portrait de la reine Marie-Amélie d'après Winterhalter ;
  - Portrait du roi Louis Philippe d'après Winterhalter ;
  - La Duchesse de Berry, veuve, la tête couverte de voiles ;
  - Marie-Caroline de Bourbon-Siciles, duchesse de Berry, en veuve ;
  - Henri d'Orléans, duc d'Aumale (1822-1897) à l'âge d'un an.
- Paris, musée du Louvre, département des arts graphiques :
  - Portrait de la princesse Clémentine d’Orléans ;
  - Portrait de la princesse Marie d’Orléans ;
  - Portrait de la reine Marie-Amélie d’après Winterhalter ;
  - Portrait de Louise-Marie d’Orléans, reine des Belges ;
  - Portrait de Louis-Philippe Ier, roi des Français ;
  - Portrait de Monseigneur le duc d’Aumale ;
  - Portrait de Napoléon Ier ;
  - Portrait de S.A.R. Madame Adélaïde ;
  - Portrait du roi Louis Philippe d’après Winterhalter.
- Rueil-Malmaison, musée national des châteaux de Malmaison et de Bois-Préau :
  - Jean-Baptiste-Joseph Duchesne de Gisors ;
  - Portrait de Napoléon Ier fait six semaines avant Waterloo.

Miniatures par Jean-Baptiste-Joseph Duchesne
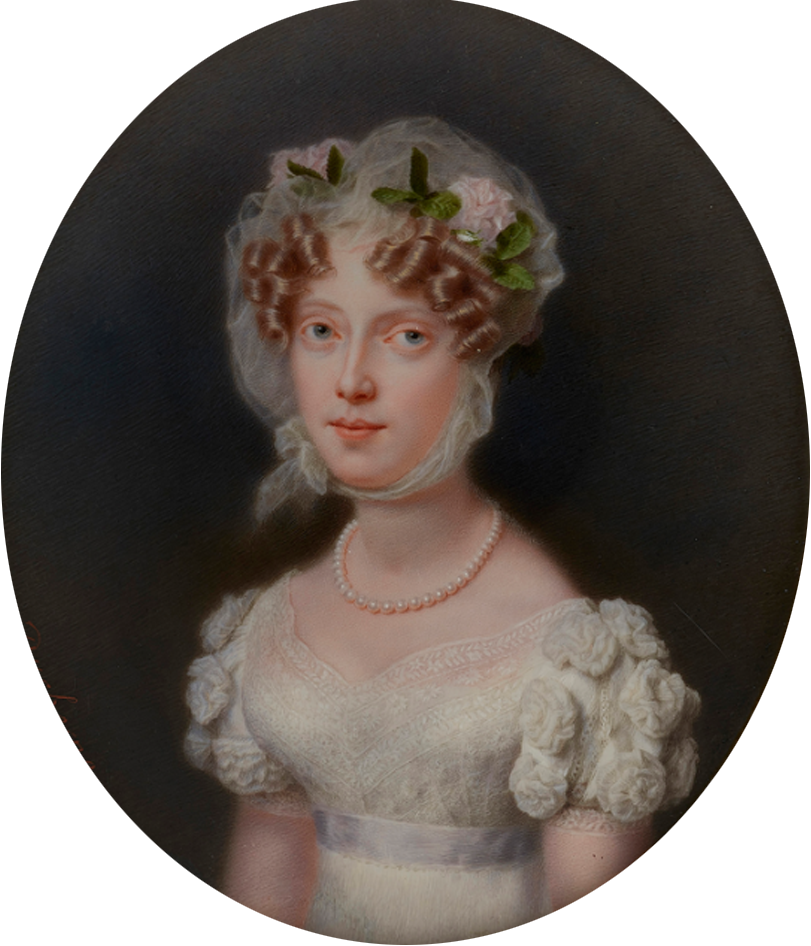
Marie-Caroline de Bourbon, duchesse de Berry, 1820, localisation inconnue.
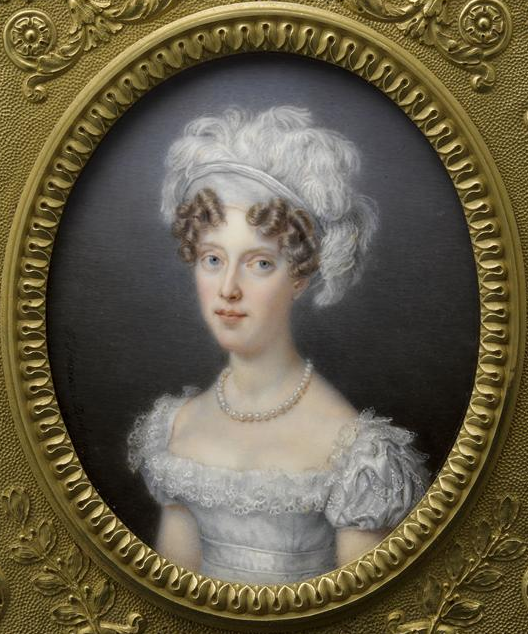
Marie-Caroline de Bourbon-Siciles, vers 1820, miniature sur ivoire, Chantilly, musée Condé.
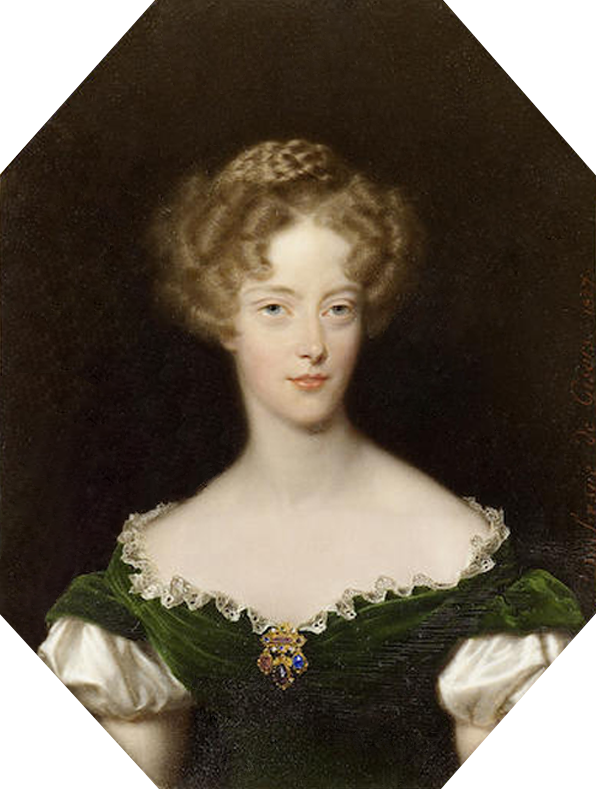
Marie-Caroline de Bourbon, duchesse de Berry, 1827, localisation inconnue.